# Ronde van Drenthe
Ronde van Drenthe byl jednodenní mužský a ženský cyklistický závod konaný v provincii Drenthe v Nizozemsku. Ženský závod se konal od roku 2007 a mezi lety 2007 a 2015 byl součástí UCI Women's Road World Cupu. Od roku 2016 se závod stal součástí UCI Women's World Tour.
Pro ženy je též pořádán jednodenní závod Drentse 8 van Dwingeloo / Acht van Westerveld, který se obvykle koná den před Ronde van Drenthe.
Od roku 2005 se mužský závod konal na úrovni 1.1 v rámci UCI Europe Tour. Mezi vítěze se řadí i jeden Čech, a to konkrétně František Sisr, jenž tento závod vyhrál v roce 2018.
Posledním vítězem mužského závodu (k roku 2023) je Per Strand Hagenes (Team Jumbo–Visma. Poslední vítězkou ženského závodu (k roku 2023) je Lorena Wiebesová (SD Worx).

## Seznam vítězů (mužský závod)
| Rok  | Země                               | Jezdec                             | Tým                                |
| ---- | ---------------------------------- | ---------------------------------- | ---------------------------------- |
| 1960 | Nizozemsko                         | Jurrie Dokter                      |                                    |
| 1961 | Nizozemsko                         | Cees De Jongh                      |                                    |
| 1962 | Nizozemsko                         | Bart Solaro                        |                                    |
| 1963 | Nizozemsko                         | Jaak Mesters                       |                                    |
| 1964 | Nizozemsko                         | Jan Fransen                        |                                    |
| 1965 | Nizozemsko                         | Roel Hendriks                      |                                    |
| 1966 | Nizozemsko                         | Peter Tesselaar                    |                                    |
| 1967 | Nizozemsko                         | Leen De Groot                      |                                    |
| 1968 | Nizozemsko                         | Jan van Katwijk                    |                                    |
| 1969 | Nizozemsko                         | Ben Janbroers                      |                                    |
| 1970 | Nizozemsko                         | Popke Oosterhof                    |                                    |
| 1971 | Nizozemsko                         | Jules Bruessing                    |                                    |
| 1972 | Nizozemsko                         | Hennie Kuiper                      |                                    |
| 1973 | Nizozemsko                         | Gerrie van Gerwen                  |                                    |
| 1974 | Nizozemsko                         | Co Hoogendoorn                     |                                    |
| 1975 | Nizozemsko                         | Jimmy Kruunenburg                  |                                    |
| 1976 | Nizozemsko                         | Wim van Helvoirt                   |                                    |
| 1977 | Nizozemsko                         | Joop Ribbers                       |                                    |
| 1978 | Nizozemsko                         | Henk Mutsaars                      |                                    |
| 1979 | Nizozemsko                         | Wim de Waal                        |                                    |
| 1980 | Nizozemsko                         | Henk Mutsaars                      |                                    |
| 1981 | Nizozemsko                         | Ron Snijders                       |                                    |
| 1982 | Nizozemsko                         | Hans Baudoin                       |                                    |
| 1983 | Nizozemsko                         | Ron Snijders                       |                                    |
| 1984 | Nizozemsko                         | Antoon van der Steen               |                                    |
| 1985 | Nizozemsko                         | Henk Boeve                         |                                    |
| 1986 | Nizozemsko                         | Dick Dekker                        |                                    |
| 1987 | Nizozemsko                         | Richard Luppes                     |                                    |
| 1988 | Nizozemsko                         | Stephan Räkers                     |                                    |
| 1989 | Nizozemsko                         | Eric Knuvers                       |                                    |
| 1990 | Nizozemsko                         | Gerard Kemper                      |                                    |
| 1991 | Nizozemsko                         | Allard Engels                      |                                    |
| 1992 | Nizozemsko                         | Paul Konings                       |                                    |
| 1993 | Nizozemsko                         | Allard Engels                      |                                    |
| 1994 | Nizozemsko                         | Anthony Theus                      |                                    |
| 1995 | Nizozemsko                         | Pascal Appeldoorn                  |                                    |
| 1996 | Nizozemsko                         | Karsten Kroon                      |                                    |
| 1997 | Nizozemsko                         | Anthony Theuns                     |                                    |
| 1998 | Nizozemsko                         | Remco van der Ven                  | TVM–Farm Frites                    |
| 1999 | Nizozemsko                         | Jans Koerts                        | Team Cologne                       |
| 2000 | Belgie                             | Andy de Smet                       | Spar–OKI                           |
| 2001 | Nejelo se                          | Nejelo se                          | Nejelo se                          |
| 2002 | Nizozemsko                         | Rudie Kemna                        | BankGiroLoterij–Batavus            |
| 2003 | Nizozemsko                         | Rudie Kemna                        | BankGiroLoterij                    |
| 2004 | Nizozemsko                         | Erik Dekker                        | Rabobank                           |
| 2005 | Německo                            | Marcel Sieberg                     | Team Lamonta                       |
| 2006 | Německo                            | Markus Eichler                     | Team Regiostrom–Senges             |
| 2007 | Nizozemsko                         | Martijn Maaskant                   | Rabobank Continental Team          |
| 2008 | Nizozemsko                         | Coen Vermeltfoort                  | Rabobank Continental Team          |
| 2009 | Itálie                             | Maurizio Biondo                    | Ceramica Flaminia–Bossini Docce    |
| 2010 | Itálie                             | Alberto Ongarato                   | Vacansoleil                        |
| 2011 | Nizozemsko                         | Kenny Van Hummel                   | Skil–Shimano                       |
| 2012 | Nizozemsko                         | Bert-Jan Lindeman                  | Vacansoleil–DCM                    |
| 2013 | Švédsko                            | Alexander Wetterhall               | NetApp–Endura                      |
| 2014 | Belgie                             | Kenny Dehaes                       | Lotto–Belisol                      |
| 2015 | Belgie                             | Edward Theuns                      | Topsport Vlaanderen–Baloise        |
| 2016 | Nizozemsko                         | Jesper Asselman                    | Roompot–Oranje Peloton             |
| 2017 | Nizozemsko                         | Jan-Willem van Schip               | Delta Cycling Rotterdam            |
| 2018 | Česko                              | František Sisr                     | CCC–Sprandi–Polkowice              |
| 2019 | Nizozemsko                         | Pim Ligthart                       | Direct Énergie                     |
| 2020 | Nejelo se kvůli pandemii covidu-19 | Nejelo se kvůli pandemii covidu-19 | Nejelo se kvůli pandemii covidu-19 |
| 2021 | Belgie                             | Rune Herregodts                    | Sport Vlaanderen–Baloise           |
| 2022 | Belgie                             | Dries Van Gestel                   | Team TotalEnergies                 |
| 2023 | Norsko                             | Per Strand Hagenes                 | Team Jumbo–Visma                   |

## Seznam vítězek (ženský závod)

### Drentse 8 van Dwingeloo / Acht van Westerveld
| Rok  | Země                               | Jezdkyně                           | Tým                                |
| ---- | ---------------------------------- | ---------------------------------- | ---------------------------------- |
| 2007 | Německo                            | Regina Schleigerová                |                                    |
| 2008 | Německo                            | Ina-Yoko Teutenbergová             | Team Columbia Women                |
| 2009 | Německo                            | Ina-Yoko Teutenbergová             | Team Columbia–High Road Women      |
| 2010 | Německo                            | Ina-Yoko Teutenbergová             | Team HTC–Columbia Women            |
| 2011 | Nizozemsko                         | Marianne Vosová                    | Nederland Bloeit                   |
| 2012 | Austrálie                          | Chloe Hoskingová                   | Specialized–lululemon              |
| 2013 | Nizozemsko                         | Marianne Vosová                    | Rabobank–Liv Giant                 |
| 2014 | Nizozemsko                         | Chantal Blaaková                   | Specialized–lululemon              |
| 2015 | Itálie                             | Giorgia Bronziniová                | Wiggle–Honda                       |
| 2016 | Kanada                             | Leah Kirchmannová                  | Team Liv–Plantur                   |
| 2017 | Austrálie                          | Chloe Hoskingová                   | Alé–Cipollini                      |
| 2018 | Spojené státy                      | Alexis Ryanová                     | Canyon–SRAM                        |
| 2019 | Francie                            | Audrey Cordonová-Ragotová          | Trek–Segafredo                     |
| 2020 | Nejelo se kvůli pandemii covidu-19 | Nejelo se kvůli pandemii covidu-19 | Nejelo se kvůli pandemii covidu-19 |
| 2021 | Nizozemsko                         | Chantal van den Broeková-Blaaková  | SD Worx                            |
| 2022 | Lucembursko                        | Christine Majerusová               | SD Worx                            |
| 2023 | Nejelo se kvůli sněžení            | Nejelo se kvůli sněžení            | Nejelo se kvůli sněžení            |

### Ronde van Drenthe
| Rok  | Země                               | Jezdkyně                           | Tým                                |
| ---- | ---------------------------------- | ---------------------------------- | ---------------------------------- |
| 2007 | Nizozemsko                         | Adrie Visserová                    | DSB Bank                           |
| 2008 | Nizozemsko                         | Chantal Beltmanová                 | Team Columbia Women                |
| 2009 | Švédsko                            | Emma Johanssonová                  | Red Sun Cycling Team               |
| 2010 | Nizozemsko                         | Loes Gunnewijková                  | Nederland Bloeit                   |
| 2011 | Nizozemsko                         | Marianne Vosová                    | Nederland Bloeit                   |
| 2012 | Nizozemsko                         | Marianne Vosová                    | Rabobank Women Cycling Team        |
| 2013 | Nizozemsko                         | Marianne Vosová                    | Rabobank–Liv Giant                 |
| 2014 | Spojené království                 | Lizzie Armitsteadová               | Boels–Dolmans                      |
| 2015 | Belgie                             | Jolien D'Hooreová                  | Wiggle–Honda                       |
| 2016 | Nizozemsko                         | Chantal Blaaková                   | Boels–Dolmans                      |
| 2017 | Dánsko                             | Amalie Dideriksenová               | Boels–Dolmans                      |
| 2018 | Nizozemsko                         | Amy Pietersová                     | Boels–Dolmans                      |
| 2019 | Itálie                             | Marta Bastianelliová               | Team Virtu Cycling                 |
| 2020 | Nejelo se kvůli pandemii covidu-19 | Nejelo se kvůli pandemii covidu-19 | Nejelo se kvůli pandemii covidu-19 |
| 2021 | Nizozemsko                         | Lorena Wiebesová                   | Team DSM                           |
| 2022 | Nizozemsko                         | Lorena Wiebesová                   | Team DSM                           |
| 2023 | Nizozemsko                         | Lorena Wiebesová                   | SD Worx                            |